# 四棵树乡 (鲁山县)
四棵树乡，是中华人民共和国河南省平顶山市鲁山县下辖的一个乡镇级行政单位。

## 行政区划
四棵树乡下辖以下地区：
街西村、黄沟村、张沟村、南营村、彭庄村、沃沟村、土楼村、柴沟村、代坪村、合庄村、车场村和平沟村。